# Gotlandsknagglav
Gotlandsknagglav (Toninia tumidula) är en lavart som först beskrevs av James Edward Smith, och fick sitt nu gällande namn av Alexander Zahlbruckner. Gotlandsknagglav ingår i släktet Toninia och familjen Ramalinaceae.  Arten är reproducerande i Sverige. Inga underarter finns listade i Catalogue of Life.